# DJ Funk
Charles Chambers (Chicago, 20 de junio de 1971-5 de marzo de 2025), conocido por su nombre artístico como DJ Funk, fue un DJ pionero en el subgénero Ghetto house.

## Biografía
Durante los años 1990, construyó una reputación local en la región de Chicago y Detroit así como en la escena rave del Medio Oeste de los Estados Unidos. Su álbum de 1999 Booty House Anthems fue distribuido en todo el país y vendió más de un millón de copias. En 2006 fundó el sello discográfico Funk Records. Se le incluyó en Modulaciones, un documental de 1998  sobre música electrónica.

## Discografía

### Álbumes
- 1992: Ghetto House Anthems
- 1993: Ghetto House Anthems 2
- 1999: Booty House Anthems
- 2006: Booty House Anthems 2
- 2013: Booty House Anthems 3

Albumes de mezclas adicionales:
- I Love Ghetto
- Freaky Stylz
- Freaky Stylz 2
- Mr. Big D**k
- Bootyology
- Booty Bounce 2000
- Artista invitado en el disco Juke-A-Licious Lado A, de DJ V

Remixes
- Justice - Let There Be Light (DJ Funk Remix)